# Truist Financial

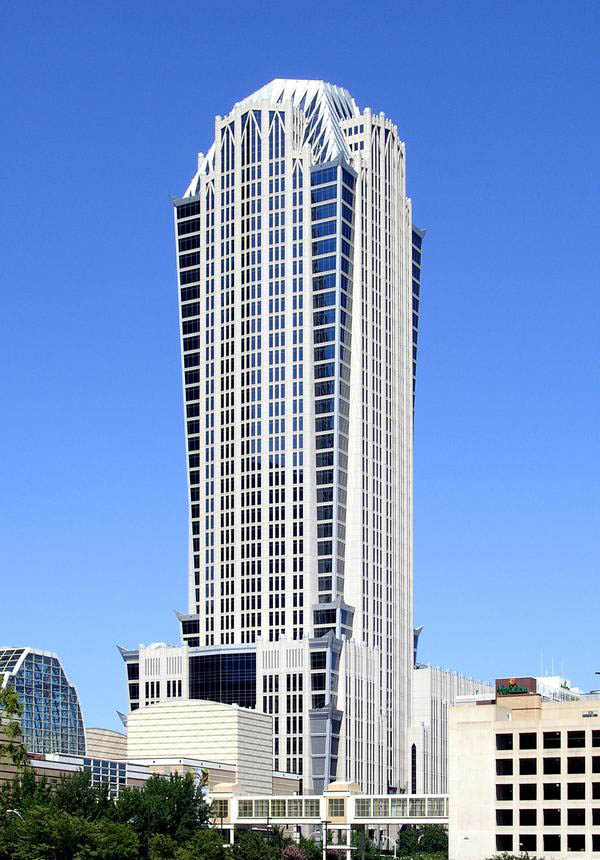
Das Truist Center, Truist-Firmensitz in Charlotte, North Carolina

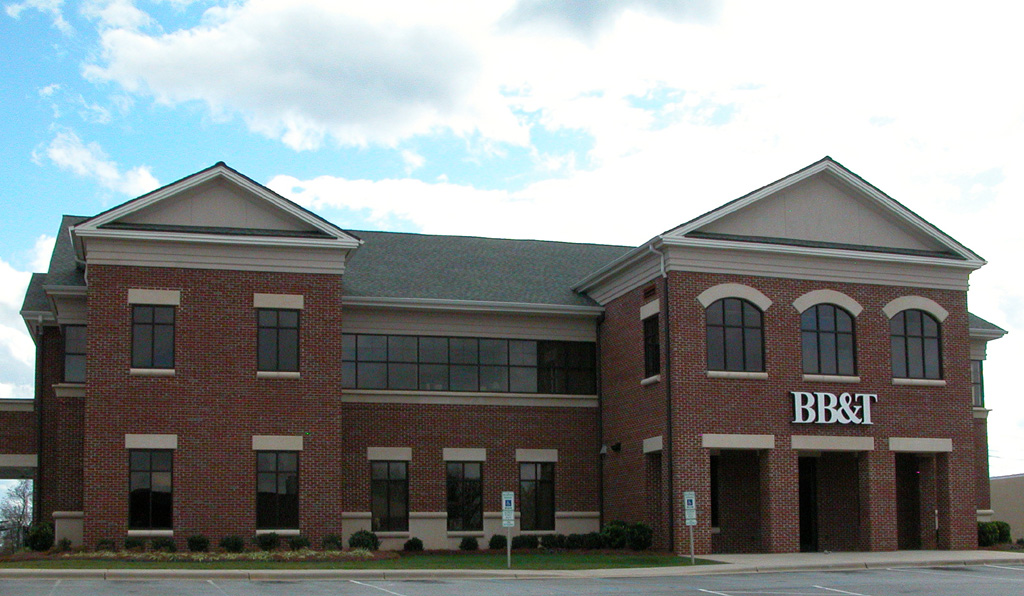
Niederlassung in Lexington mit altem Logo

Truist Financial (kurz Truist, zuvor als BB&T Corporation bekannt, abk. für Branch Banking and Trust) ist ein US-amerikanisches Unternehmen mit Firmensitz in Charlotte, North Carolina.

## Geschichte
Gegründet wurde das Unternehmen 1872 durch Alpheus Branch und Thomas Jefferson Hadley.
2009 wurde der Konkurrent Colonial Bank insolvent. BB&T übernahm die meisten Vermögenswerte der Colonial Bank im Wert von rund 22 Milliarden US-Dollar. Für die BB&T war es die bisher größte Übernahme in ihrer 137-jährigen Geschichte. Nach Einlagen entstand damit die achtgrößte Bank der Vereinigten Staaten.
Seine Beteiligung an Alphabet Inc. stockte BB&T im ersten Quartal 2016 auf über 60 Millionen US-Dollar auf. Für das zweite Quartal 2016 veröffentlichte BB&T einen Rekordgewinn von 541 Millionen US-Dollar und hatte 37.644 Mitarbeiter.
Im Februar 2019 wurde bekannt, dass BB&T mit der US-amerikanischen Bank SunTrust Banks fusioniert. Das fusionierte Unternehmen firmiert seitdem als Truist.
Das Unternehmen ist als Kreditinstitut und Investmentgesellschaft in den Vereinigten Staaten tätig und ist im Aktienindex S&P 500 gelistet. Truist verfügt über 1.800 Filialen in 12 Bundesstaaten im Südosten der Vereinigten Staaten sowie in Washington, D.C.

## Werbung
BB&T war als Sponsor in NASCAR-Rennen tätig.